# Morgan Taylor

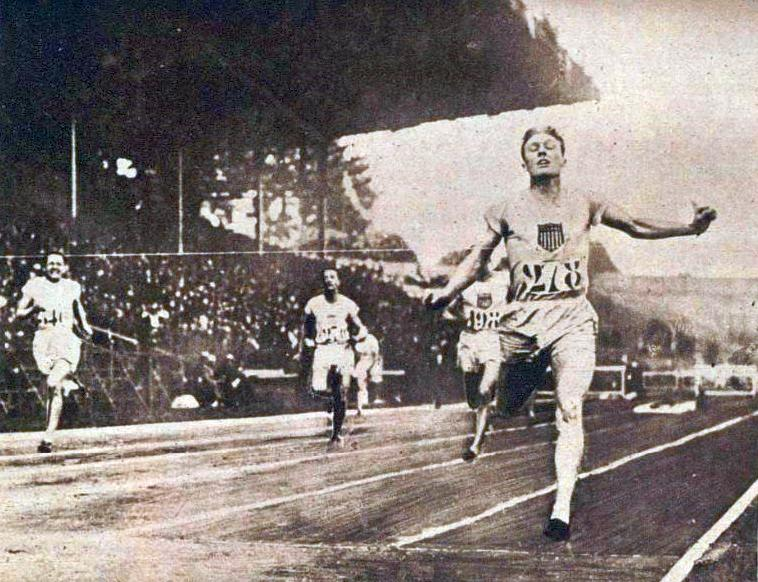
Morgan Taylor, vainqueur du 400 mètres haies aux JO de 1924.

Frederick Morgan Taylor, né le 17 avril 1903 à Sioux City (Iowa) et mort le 16 février 1975, est un athlète américain champion olympique sur 400 mètres haies aux Jeux olympiques d'été de 1924.
Pendant les sélections pour les jeux de Paris, il améliora le record des États-Unis et présentait comme le favori aux jeux. En finale, il battait le record du monde mais celui-ci ne fut pas homologué car il avait fait tomber une haie (une règle en vigueur l'interdisait).
Taylor a aussi participé aux Jeux olympiques d'été de 1928 et 1932 remportant à chaque fois le bronze. Lors de la cérémonie d'ouverture des jeux de 1932, il portait le drapeau de la délégation américaine.

## Palmarès

### Jeux olympiques d'été
- Jeux olympiques d'été de 1924 à Paris ( France)
  -  Médaille d'or sur 400 m haies
- Jeux olympiques d'été de 1928 à Amsterdam ( Pays-Bas)
  -  Médaille de bronze sur 400 m haies
- Jeux olympiques d'été de 1932 à Los Angeles ( États-Unis)
  -  Médaille de bronze sur 400 m haies

## Records
- Recordman du monde du 400 m haies en 52 s 0, le 4 juillet 1928 à Philadelphie.